# Nihošovice (zámek)
Zámek Nihošovice je bývalá tvrz přestavěná na zámek ve stejnojmenné obci v okrese Strakonice. Tvrz vznikla ve druhé polovině 14. století a postupně byla upravena v renesančním a barokním slohu, nicméně dochovaná podoba je výsledkem úprav z 20. století. Areál zámku a zahrad je chráněn jako kulturní památka.

## Historie
Předchůdcem nihošovického zámku bývala od konce 14. století gotická tvrz. Ve druhé polovině 14. století zde žil Mikuláš Kosoř z Nihošovic připomínaný od roku 1348. August Sedláček rozlišil Mikuláše Kosoře staršího a mladšího, ale podle Karla Třísky nelze rozhodnout zda jde o jednu nebo dvě osoby. Sedláčkův mladší Mikuláš Kosoř zastával úřad purkrabího na Helfenburku a ručil za Jindřicha z Rožmberka při dojednávání smíru s králem Václavem IV. Z roku pocházejí zmínky o jeho dcerách Muce a Elišce. Roku 1457 vesnice patřila Václavu Vlaškovi z Miloňovic, jehož nástupcem byl roku 1468 uváděný Bušek Buzický z Buzic. Někdy okolo roku 1468 byla tvrz pobořena.
První písemná zmínka o tvrzi s dvorem pochází až z roku 1518. Na počátku 16. století Nihošovice spravoval Matěj z Třebska, poručník sester Anny a Lidmily z Třebska. Dalším známým držitelem se stal Adam Řepický ze Sudoměře, který v závěti z roku 1563 statek odkázal Arnoštu mladšímu Vitanovskému z Vlčkovic. Arnošt statek rozšířil o Hvožďany. Podle Karla Třísky se zúčastnil stavovského povstání, ale August Sedláček uvádí, že v té době Nihošovice patřily jeho synu nebo vnukovi Ctiborovi. Nihošovický statek byl každopádně roku 1623 (1626) konfiskační komisí odsouzen k manství, ale Ctiborův syn Jindřich Vilém Vitanovský dosáhl v roce 1646 jeho propuštění z manského závazku. Roku 1670 Nihošovice od Jindřicha Viléma koupil Albrecht Chřepický z Modliškovic.
Svůj půdorys zámecká budova získala nejspíše už během renesanční přestavby, ale dochovaná podoba budovy je až výsledkem rozšíření let 1670–1675. Po Albertu Chřepickém statek v roce 1696 převzal syn Jan Ferdinand Chřepický a o dva roky později Nihošovice s tvrzí, dvorem a pivovarem prodal Bernardu Věžníkovi z Věžník. Posledním majitelem se stala svatovítská kapitula, jejíž správa Nihošovice připojila k Volyni.

## Stavební podoba
Jednopatrový zámek má obdélný půdorys, ze kterého na východní straně vystupuje pětiboké kněžiště bývalé kaple svaté Máří Magdaleny. Budova byla postavena v těsném sousedství bývalé tvrze a stavebník využil její starší a silnější zdi na nádvorní straně v místech, kde na severozápadě vystupuje nevýrazný rizalit. Stará tvrz byla někdy poté (nejpozději roku 1837) stržena. V přízemí budovy se nachází prostory zaklenuté barokními klenbami, ale jiné místnosti a pokoje v patře mají ploché stropy. Hlavní budova má sedlovou střechu, zvalbenou na východní i západní straně. Jediným ozdobným prvkem je vstupní portál. Ve 20. století bylo v prostorách kaple zřízeno kino a v prvním patře byty.
K památkově chráněnému areálu patří také sklepy bývalé tvrze, přední a zadní zahrada a ohradní zeď s bránami. Památkově cenné jsou zejména stavební konstrukce a truhlářské prvky v interiéru budovy a sklepy středověké tvrze. Na přiléhajících hospodářských budovách se dochovaly fragmenty sgrafit. Západní brána do zahrady je nejspíše renesančního stáří a byla poškozena necitlivými novodobými zásahy.